# Цветная металлургия России
Цветная металлургия — отрасль металлургии, которая включает добычу, обогащение руд цветных металлов и выплавку цветных металлов и их сплавов.
В состав цветной металлургии входят медная, свинцово-цинковая, никель-кобальтовая, алюминиевая, титано-магниевая, вольфрамо-молибденовая, сурьмяно-ртутная промышленность, производство серебра, золота и других благородных металлов, редких металлов и полупроводниковых материалов, твёрдых сплавов. 
В России отрасль имеет стратегическое значение, играя ключевую роль в развитии экономики и обеспечении потребностей различных секторов, включая строительство, транспорт, энергетику и машиностроение. Россия является одним из мировых лидеров в производстве цветных металлов. По данным Минпромторга, Россия продолжает оставаться мировым лидером по объёмам производства высокосортного никеля, занимает второе место по выпуску первичного алюминия и 6-е по производству меди. 
В России развитие цветной металлургии сосредоточено в нескольких ключевых регионах. Среди них выделяется Урал, где разрабатываются медные и бокситовые месторождения. Ещё один значимый регион — Сибирь, где центрами цветной металлургии являются такие города, как Красноярск, Новосибирск и Иркутск. В Красноярском крае, на Таймыре, — крупный мировой и российский центр цветной металлургии. Можно выделить также Кольский полуостров, Забайкальский край, Оренбургскую область. 
Крупнейшие компании: «Норникель», УГМК, «Русал», «Русская медная компания», Nordgold, ВСМПО-АВИСМА, «Полюс», «Полиметалл», «Петропавловск», «Русолово».

## История
Цветная металлургия на территории современной России развивается с древних времен. Уже в III—II тысячелетиях до н. э. в районе Урала и Западной Сибири велась добыча меди и олова, что подтверждают археологические находки рудников и шлаков. Металлы использовались для изготовления бронзы, орудий труда и украшений. Одним из старейших центров добычи считается район современной Башкирии, где найдено множество следов древних металлургических работ.
IX—XIII века
В IX—XIII веках цветные металлы активно применялись в Древней Руси для чеканки монет, производства оружия и украшений. Одним из ключевых источников серебра были торговые пути, связывавшие Русь с Востоком, откуда поступали самородки и готовые изделия. В это время возникают первые мастерские по обработке меди, а также литейные цеха, специализирующиеся на изготовлении колоколов и утвари.
После монголо-татарского нашествия производство цветных металлов сократилось, но к XIV—XV векам начало восстанавливаться, хотя для чеканки денег все еще использовались металлы, получаемые в результате обмена. В Московском княжестве увеличивалась потребность в меди и серебре, что стимулировало строительство литейных мастерских и развитие зарождающейся отрасли цветных металлов в целом. Например, в 1491 году по распоряжению Ивана III были организованы работы по поиску и добыче меди для отливки оружия. Найденное Цилемское месторождение стало первым в истории Российского государства разработанным месторождением руды, на нём был построен первый медеплавильный завод.
XVII—XVIII века
Становление цветной металлургии как промышленной отрасли связано с эпохой Петра I. Активно развивается производство на Урале, в 1698 году началось строительство Невьянского завода, ориентированного на производство чугуна и меди, через год —- завода на реке Каменке, в 1702 году — Алапаевского и Уктусского. Были открыты и начали разрабатываться месторождения серебра и меди в Оренбуржье. Медь добывалась в Башкирии и Самаре (медистые песчаники), на Южном Урале около Миасса, на Северном Урале в бассейне реки Вишеры. К концу века Россия выплавляла от 20 до 27 % мирового объёма меди. 
XIX век
В XIX веке в России наблюдался рост производства цветных металлов благодаря развитию горной промышленности. Были открыты месторождения в Сибири (Алдан), на Урале и в Центральной России. Годовая добыча меди достигла 30 тысяч тонн, что позволило удовлетворить потребности внутреннего рынка и начать экспорт — в начале века России была одним из главных поставщиков высококачественной чистой меди на европейские рынки. Золотоносные прииски Сибири, Ленский, добывавший в конце XIX и начале XX веков от 8 до 16 тонн золота в год, или Енисейский, вывели Россию в мировые лидеры по добыче золота в середине века и позволили сохранить позиции в дальнейшем.
Особое значение приобрело производство платины, добыча которой началась на Урале в 1820-х годах. К концу века Россия обеспечивала около 95% мировой добычи платины.
XX век
Советский Союз стал крупнейшим производителем цветных металлов в мире. Цветная металлургия была выделена в отдельное направление в обучении, активно велась научная деятельность для развития промышленного производства. Николай Асеев — одна из ключевых фигур, повлиявшая в это время на развитие всей отрасли, от появления новой кафедры в учебных заведениях до создания методов обработки проблемных руд, проектирования заводов нового типа и развития сети НИИ.
В 1930-х годах были построены Норильский комбинат, Уралэлектромедь (Пышминский медеэлектролитный завод), Волховский алюминиевый завод и другие предприятия, специализирующиеся на переработке никелевых, медных и бокситовых руд. 
Во время Великой Отечественной войны цветные металлы стали стратегически важными для производства вооружений. За годы войны было произведено более 470 тыс. тонн меди в катодном эквиваленте. 
После войны отрасль начала расти еще быстрее. За двадцать послевоенных лет (отношение 1966 г. к 1946 г.) производство олова и вольфрама выросло в 2,7 раза, меди — почти в 5,5 раз, никеля — более чем в 6 раз, свинца — более чем в 7 раз, цинка — в 9,7 раза, алюминия — в 14,7 раза. У новых металлов, которые только начали добывать в предвоенные годы, можно наблюдать и разницу в несколько десятков раз, но такие темпы не показательны из-за эффекта низкой базы. Но в абсолютном исчислении успехи были значительными: в 1966 г. произвели 76 тыс. тонн магния (около 40 % мирового производства), 2,9 тыс. тонн кобальта (13 % мирового производства), 2,1 тыс. тонн кадмия (8 % мирового производства), 285 тонн висмута (более 10 % мирового производства). Крайне важным для промышленности было возникновение собственного производства титана. Если в 1953 г. было добыто лишь четыре первые тонны, то в 1954 году — уже 114 тонн, а в 1966 г. — 28 384 тонны. 
Развивались средства автоматизации, внедрялись новые технологии (контрольно-измерительная аппаратура и т.д.) в результате чего рост продолжался — с 1966 по 1970 год производство цветных металлов увеличилось на 52%, в 1971–1975 годах возросло в 1,32 раза. В 1960-х–1980-х годах СССР был одним из мировых лидеров в сфере цветной металлургии. Страна занимала первое место в мире в производстве платины и никеля, второе — по золоту, рафинированной меди, алюминию (благодаря строительству Красноярского, Братского и Саянского алюминиевых комбинатов СССР почти догнал США), вольфрамовому концентрату, а в производстве серебра — четвертое. 
1991 — 2024 гг.
С 1991 года по 2024 год цветная металлургия России прошла через значительные трансформации, отражающие как внутренние экономические изменения, так и внешние факторы. После распада Советского Союза российская цветная металлургия столкнулась с необходимостью адаптации к рыночным условиям. Многие предприятия были приватизированы, что привело к изменению структуры собственности и управленческих подходов. Вместе с ликвидацией единого экономического и политического пространства была ликвидирована и единая экономическая политика. В сочетании с переделом собственности и отсутствием реального финансирования и госзаказа отрасль перестала быть единым целым. 
Но также началось формирование вертикально интегрированных структур, замыкающих в себе весь технологический цикл. Началась интенсивная интеграция российской цветной металлургии в мировой рынок. В 1991 году открылись торги на Московской бирже цветных металлов. В сжатые сроки Россия стала крупным нетто-экспортёром рафинированных тяжёлых цветных металлов, преимущественно меди и никеля.
Снизившееся производство некоторых металлов начало достаточно быстро восстанавливаться: резко снизившееся в 1991-1993 годах производство меди начало расти и к 1998 году восстановилось на дореформенном уровне. Также рухнувшее в 1990–94 годы производство никеля, свинца, цинка сменилось с 1995 года постоянным ростом с редкими колебаниями.
В начале 2000-х годов вся экономика России начала восстанавливаться, что положительно сказалось на металлургической отрасли. Вследствие девальвации рубля, роста мировых цен на металлы, увеличения внутреннего спроса, а также воздействия других внешних факторов вроде выхода из кризиса стран Юго-Восточной Азии начался подъем производства цветных металлов. Компании инвестировали в модернизацию производств и освоение новых месторождений. Существенную часть модернизации составляла замена оборудования на более экологичное из-за выросших требований иностранных потребителей. В 2014 году была утверждена «Стратегия развития цветной металлургии России на 2014–2020 годы и на перспективу до 2030 года», направленная на повышение конкурентоспособности отрасли и увеличение внутреннего потребления продукции. Особое внимание уделялось также модернизации производственных мощностей и внедрению экологически чистых технологий.
В 2020-х годах российская цветная металлургия, ориентированная на экспорт, столкнулась с новыми вызовами, включая санкционное давление и необходимость адаптации к изменяющимся условиям мирового рынка. В 2021 году на Россию пришлось 2,6 % мирового экспорта серебра и 0,25 % мирового импорта серебра, так как основным рынком сбыта были европейские страны.
При этом наблюдался рост производства основных драгоценных и цветных металлов — в 2022 году он составил 3,1% по сравнению с предыдущим годом. Выросло производство серебра, золота, первичного алюминия, свинца и кобальта, однако наблюдалось снижение выпуска цинка. В общем же отрасль начала перестраивать поставки, искать альтернативные рынки сбыта, в том числе в странах Азии и Ближнего Востока.
В 2024 году тенденция роста в цветной металлургии сохранилась. Увеличилось производство первичного алюминия, золота, серебра, меди и свинца. Добыча руд цветных металлов в первом квартале 2024 года выросла на 7,7%, что стало лучшим показателем за предыдущие пять лет. 

## Экономическое влияние
Цветная металлургия является одним из крупнейших источников дохода для России. Доля цветной металлургии в российском ВВП составляет 2,8%, в промышленном производстве – 10,2%, в экспортных доходах – 5,8%. На 1 января 2024 г. в России насчитывается 37 предприятий по производству цветных металлов.
Цветная металлургия является одной из ключевых отраслей промышленности России, обеспечивая добычу, переработку и производство металлов, которые используются в различных секторах экономики: от строительства и машиностроения до высокотехнологичных отраслей, таких как электроника и аэрокосмическая промышленность.

### Основные характеристики отрасли
Добыча и производство:
Россия входит в тройку мировых лидеров по добыче и производству ряда цветных металлов. Например, в 2024 году страна произвела:
- Медь —  1,05 млн тонн (на 5% больше, чем в 2023 году). Крупнейшие производители: ГМК «Норильский никель», Уральская горно-металлургическая компания, Русская медная компания.
- Алюминий — 4,1 млн тонн (на 4% больше, чем в 2023 году). Крупнейший производитель — «Русал».
- Никель — 205 тыс. тонн (на 2% меньше, чем в 2023 году). ГМК «Норильский никель» — крупнейший мировой производитель высокосортного никеля (порядка 10% мирового рынка).
- Цинк — 250 тыс. тонн (на 8% больше, чем в 2023 году). Единственный производитель — Челябинский цинковый завод в составе УГМК.
- Свинец — 240 тыс. тонн (на 2% больше, чем в 2023 году).

Ресурсная база:
Россия обладает крупнейшими в мире запасами никеля (около 6,5 млн тонн подтверждённых запасов никеля, доля в мире — 13,2%). По данным Минприроды, Россия находится на втором месте в мире по запасам кобальта, цинка, вольфрама, титана, серебра и металлов платиновой группы. Также страна обладает значительными запасами меди и алюминия. 
Ключевыми регионами добычи являются:
- Урал (медь, никель, платина);
- Восточная Сибирь и Дальний Восток (золото, нефелины);
- Северо-Запад России (бокситы);
- Республика Коми и Приморье (титан[42])

Экспортная направленность:
В 2024 году отмечено снижение экспорта цветных металлов. Общий объём экспорта продукции цветной металлургии уменьшился в стоимостном выражении на 13%, составив 18,4 млрд долларов. Около 80% экспорта составили алюминий, медь и никель. Сокращается доля экспорта в Европу, но растет доля стран Азии. В 2021 году доля ЕС и США составили 18% и 1% соответственно, в 2020 году они же составляли 28% и 8%. При этом доля КНР в те же годы выросла с 20% до 35%.

## Экономическое влияние
Вклад в ВВП:
Цветная металлургия формирует 2,8% ВВП России, включая смежные отрасли, такие как транспорт и энергетика.
Занятость населения:
Во всей металлургической отрасли работает более 600 тысяч человек, что составляет значительную долю промышленной занятости. УГМК, «Русал», «Норникель» — ключевые работодатели в регионах присутствия, которые обеспечивают рабочие места и поддерживают инфраструктуру.
Инфраструктурное развитие:
Металлургические предприятия способствуют развитию региональной инфраструктуры. Например, запуск Богучанского алюминиевого завода в Красноярском крае был связан с созданием гидроэлектростанции, обеспечивающей энергией не только завод, но и местные населённые пункты.
Налоговые поступления:
Цветная металлургия является значительным источником налоговых доходов для региональных и федерального бюджета. В 2023 году налог на добычу полезных ископаемых (НДПИ) был одним из основных источников доходов бюджета, составив 27% всех сборов (почти 10 трлн рублей). Также предприятия металлургии внесли вклад в налог на прибыль организаций (составивший в целом 22% или 8 трлн рублей).

## Ключевые игроки
Среди основных компаний цветной металлургии России выделяются:
- ГМК «Норильский никель» — ведущий производитель цветных металлов, в том числе никеля (доля на мировом рынке от 19% до 20-25%[48]) и палладия (доля в 41% на мировом рынке[48]). Также производит другие металлы — кобальт (5% мирового рынка[49]), родий, серебро, золото, иридий, рутений, платина (12% мирового производства[50]), медь (3–5% мирового производства[49]).
- «Русал» — крупнейший производитель алюминия в России с основными активами в Красноярском крае, Иркутской области и Хакасии. Доля компании на мировом рынке — около 6%[51].
- «Уральская горно-металлургическая компания» (УГМК) — структура из нескольких комбинатов, предприятий и организаций производит более 40% российской катодной меди, 25% проката цветных металлов, а также обеспечивает европейский рынок медными порошками на 50%.
- «Русская медная компания» (РМК) — производства полного цикла от добычи до поставки готовой продукции выпускают медные катоды и концентрат, катанку, другую продукцию. Производства — в Челябинской, Оренбургской, Свердловской, Новгородской областях и Хабаровском крае. Доля на мировом рынке меди — около 1%[52].

## Технологические аспекты
Современные технологии включают использование автоматизации, роботизации и цифровизации производственных процессов. Большое внимание уделяется экологическим аспектам: переработке отходов, снижению выбросов вредных веществ и внедрение энергоэффективных решений. 
Приоритетные направления:
- цифровизация производства;
- внедрение систем контроля технологических процессов и «зеленых технологий» с целью снижения углеродного следа с использованием установок утилизации газа и мощных фильтров;
- использование систем управления производством и телеметрии энергообъектов;
- применение современных подходов к аналитике прогнозов;
- проведение реконструкции и модернизации предприятий.

Технологические аспекты цветной металлургии в России включают процессы добычи, переработки и производства цветных металлов, основанные как на традиционных методах, так и на инновационных подходах. Кроме уже перечисленных направлений, в планах — внедрение водородных технологий в металлургии. Хотя политика в области водородной металлургии в России не выработана и нет программ практической поддержки, так что компании не спешат развивать это направление технологий. 

### Ключевые технологии переработки
Пирометаллургия:
Этот метод широко используется для переработки медных, никелевых и свинцовых руд. Современные пирометаллургические процессы, например, автогенные плавки, позволяют существенно снизить расход топлива. На предприятиях «Норильского никеля» в 1985 году была запущена первая в мире печь Ванюкова для плавки в жидкой ванне, конструкция которой обеспечивает высокий уровень извлечения металлов из руд.
Гидрометаллургия:
Метод извлечения металлов с использованием растворов кислот и щелочей. Это ключевой процесс для переработки низкосортных руд и хвостов. На Уралэлектромеди успешно реализуется автоклавного окислительного выщелачивания, которая позволяет извлекать медь из оксидных руд с минимальными выбросами в окружающую среду.
Электролиз:
Электролиз цветных металлов, таких как алюминий и медь, остаётся основой производства. Важным шагом стало внедрение электролизёров нового поколения с обожжёнными анодами, которые сокращают углеродные выбросы. Например, на Красноярском алюминиевом заводе применяется технология РА-550, позволяющая снизить удельное энергопотребление, а также сокращает выбросы вредных веществ.

### Инновации
Цифровизация и автоматизация:
Российские металлургические компании активно внедряют системы автоматизированного управления и анализа данных. Например, «Русал» использует систему цифрового моделирования, которая позволяет прогнозировать качество выпускаемой продукции и оптимизировать производственные процессы.
Технологии переработки отходов:
Переработка металлургических шлаков и хвостов становится важной задачей. На предприятиях «Норникеля» в рамках Серной программы диоксид серы перерабатывается в гипс, «Уралэлектромедь» перерабатывает тонкую пыль электрофильтров печей ПВ и клинкер. В отрасли в целом развиваются технологии грануляции шлаков, химическая переработка, термовосстановление, микробиологические методы и плазменные технологии. 
Энергоэффективность:
Снижение энергозатрат остаётся приоритетом. На Саяногорском алюминиевом заводе внедрены теплообменные системы нового поколения, позволяющие уменьшить расход электроэнергии на 5–7%. 

### Перспективные проекты
«Зелёная металлургия»:
«Русал» реализует проекты по выпуску алюминия с минимальным углеродным следом. Заводы на основе гидроэнергии, такие как Богучанский алюминиевый завод, выпускают продукцию, соответствующую международным стандартам устойчивого производства. «Норникель» снижает выбросы диоксида серы при производстве и развивает использование возобновляемых источников энергии. 
Аддитивные технологии:
Развивается производство металлических порошков для 3D-печати: в 2024 году запущен завод в Чепецке, производящий титановые порошки по технологии селективного лазерного плавления. С помощью 3D-принтеров печатают узлы ключевого металлургического и насосного оборудования, распылительных систем и другие элементы.

## Правовые и этические вопросы
Цветную металлургию в России регулирует комплекс законов и стандартов, направленных на обеспечение устойчивого развития отрасли, соблюдение прав работников и минимизацию экологического воздействия.

### Законодательное регулирование
Основной нормативный акт в сфере добычи полезных ископаемых — Федеральный закон №2395-1 «О недрах» (1992 год). Этот закон устанавливает правила пользования недрами, включая лицензирование, геологическое изучение, добычу и охрану месторождений.
Экологическую безопасность регулируют:
- Федеральный закон №7-ФЗ «Об охране окружающей среды» (2002 год), направленный на предотвращение загрязнений и восстановление экологического баланса.
- Федеральный закон №89-ФЗ «Об отходах производства и потребления» (1998 год), который регламентирует утилизацию и переработку отходов металлургических предприятий.
- Национальные стандарты, такие как ГОСТ Р ИСО 14001-2016 «Системы экологического менеджмента. Требования и руководство по применению», поддерживают экологическую ответственность на уровне производства.

Вопросы охраны труда регулирует Трудовой кодекс Российской Федерации (глава 36), а также специальные нормативы, например, Федеральный закон №426-ФЗ «О специальной оценке условий труда» (2013 год), который требует от работодателей проводить регулярную оценку рисков для здоровья работников.

## Этические аспекты
Этические вопросы в цветной металлургии включают обеспечение прозрачности корпоративной деятельности, защиту интересов местных сообществ и поддержку регионов, в которых ведётся добыча, профессионализм и соблюдение законов. Крупные компании, такие как «Норникель» и «Русал», реализуют программы корпоративной социальной ответственности, включая строительство инфраструктуры, улучшение экологической обстановки и развитие образовательных проектов в регионах присутствия.
Прозрачность отрасли поддерживается участием России в международных инициативах, таких как стандарт EITI (Extractive Industries Transparency Initiative), направленный на раскрытие данных о доходах от добычи полезных ископаемых.